# Willi Worpitzky
Willi Worpitzky (Bielenberg, 25 augustus 1886 –  Berlijn, 10 oktober 1953) was een Duits voetballer.

## Biografie

### Clubcarrière
De uit Bielenberg, thans een stadsdeel van Colmar, afkomstige Worpitzky groeide op in Moabit en begon zijn voetbalcarrière bij de jeugd van Minerva 93 Berlin. Bij Berliner Ballspiel-Club was hij aanvankelijk doelman, maar toen hij in 1907 de overstap maakte naar Viktoria 89 Berlin werd hij middenvelder en werd hier vrij succesvol in, maar in zijn latere carrière ging hij toch terug het doel in. Nadat hij met Viktoria Berlijns kampioen geworden was nam hij met zijn team deel aan de eindronde om de Duitse landstitel. Nadat VfB Königsberg en FC Wacker 1895 Leipzig met zware cijfers opzij gezet werden en hij al vier keer gescoord had trad hij met Viktoria aan in de finale tegen de Stuttgarter Cickers. Reeds na zes minuten opende hij de score en in de 84ste minuut maakte hij de 2-0. Beide teams scoorden nog één keer hierna, maar de landstitel was dus binnen.
Het volgende seizoen ging de club verder op zijn elan nadat ze met tien punten voorsprong op BFC Preußen 1894 opnieuw Berlijns kampioen werden. In  de nationale eindronde gaf de club VfB Königsberg een pak rammel, het werd 1-12 in Königsberg en Worpitzky scoorde maar liefst vier keer. In de halve finale tegen Altona 93 (7-0) scoorde hij ook twee keer. De club was dan ook favoriet om zichzelf op te volgen en in de finale scoorde Worpitzky na zestien minuten tegen Karlsruher FC Phönix met een kopbal, maar blesseerde zich daarbij en kon niet op volle kracht verder spelen. Viktoria verloor uiteindelijk met 4-2.
Doordat BFC Preußen de titel won in 1910 mocht de club niet aan de eindronde deelnemen, maar in 1911 waren ze er wel weer bij. Door de terugtrekking van SC Lituania Tilsit ging de club meteen naar de halve finale tegen FV Holstein Kiel en scoorde twee van de vier goals. De finale was een clash tussen de grote teams van de begindagen in het Duitse voetbal. Zowel Viktoria Berlin als VfB Leipzig stonden al voor de vierde keer in de finale. Net als in zijn vorige twee finales maakte Worpitzky het openingsdoelpunt. Na de 2-1 aansluitingstreffer van Riso in de 82ste minuut zette hij de 3-1 eindstand in de 88ste minuut op de borden. De volgende twee seizoenen strandde Viktoria telkens in de halve finale van de eindronde. In totaal scoorde hij 22 goals in twaalf eindrondewedstrijden voor de club.
Tijdens de Eerste Wereldoorlog speelde hij voor Hallescher FC 1896 waarmee hij in 1918 de Midden-Duitse finale verloor van VfB Leipzig. Na nog een korte tussenstop bij Wacker Halle keerde hij terug naar Viktoria Berlin. Hij beëindigde zijn carrière bij VfB Pankow. Na zijn spelerscarrière was hij ook nog trainer bij Brandenburger SC 05, FC Oranienburg en SC Charlottenburg.

### Nationaal elftal
Hij speelde ook negen wedstrijden voor het nationaal elftal. Hij debuteerde op 4 april 1909 met twee goals in het 3-3 gelijkspel in en tegen Hongarije. In 1912 reisde hij met de Mannschaft naar Zweden om deel te nemen aan de Olympische Spelen. Tijdens de wedstrijd tegen Oostenrijk blesseerde doelman Albert Weber zich en Worpitzky nam zijn plaats in doel in. De Duitsers verloren met 1-5. Zijn laatste interland speelde hij op 6 oktober 1912 in Kopenhagen waar de Duitsers met 3-1 verloren van Denemarken. 